# T.J. Miller
T.J. Miller, właśc. Todd Joseph Miller (ur. 4 czerwca 1981 w Denver) – amerykański komik i aktor.

## Życiorys
Urodził się w Denver w Kolorado jako syn Leslie Miller, psycholożki klinicznej, i Kenta Millera, prawnika z Chanute. Jego ojciec, który jest chrześcijaninem, ma pochodzenie angielskie, szkockie, niemieckie i szwedzkie, natomiast jego matka jest Żydówką aszkenazyjską. Uczęszczał do Graland Country Day School i ukończył East High School w Denver, gdzie brał udział w przedstawieniach teatralnych.
Po przyjeździe do Waszyngtonu, w 2003 ukończył George Washington University, uzyskując tytuł licencjata z psychologii specjalizującej się w teorii perswazji i wpływie społecznym. Podczas studiów poznał przyszłą żonę Kathryn Titus „Kate” Gorney, kiedy występowali w produkcji studenckiej – musicalu A Chorus Line. Pobrali się 6 września 2015. 
Następnie przeniósł się do Chicago, gdzie rozpoczął współpracę z niezależnymi zespołami improwizacji Chuckle Sandwich i Heavy Weight. Podczas swojego pobytu w Chicago, występował przez prawie cztery lata co noc Stand-up. Osiedlił się w Los Angeles.
W telewizji zadebiutował rolą Marmaduke’a Brookera w serialu Ale jazda!. Na dużym ekranie po raz pierwszy pojawił się w 2008 roku, rolą Huda Platta w filmie Projekt: Monster. Następnie pojawiał się między innymi w Idolu z piekła rodem (2010), Przyjacielu do końca świata (2012), Transformers: Wiek zagłady (2014) i Deadpool (2016) z Ryanem Reynoldsem. Od 2014 roku wciela się w postać Erlicha w serialu Dolina Krzemowa.
Miller jest także aktorem dubbingowym. Podkładał głos między innymi w filmach: Miś Yogi (2010), Jak wytresować smoka (2010), Epoka lodowcowa: Mamucia gwiazdka (2011), Jeźdźcy smoków (2012), Wielka szóstka (2014) i Jak wytresować smoka 2 (2014).

## Filmografia

### Filmy
- 2008: Projekt: Monster jako Hudson „Hud” Platt
- 2009: Jak by to sprzedać jako Cessna Jim
- 2009: Ekstrakt jako Rory
- 2010: Dziewczyna z ekstraklasy jako Stainer
- 2010: Idol z piekła rodem jako Brian
- 2010: Jak wytresować smoka jako Tuffnut Thorston (głos)
- 2010: Niepowstrzymany jako Gilleece
- 2010: Miś Yogi jako Ranger Jones
- 2010: Podróże Guliwera jako Dan Quint
- 2011: Epoka lodowcowa: Mamucia gwiazdka (krótkometrażowy) jako Prancer (głos)
- 2012: Rock of Ages jako recepcjonista „Rolling Stone”
- 2012: Przyjaciel do końca świata jako Darcy
- 2014: Jak wytresować smoka 2 jako Tuffnut Thorston (głos)
- 2014: Transformers: Wiek zagłady jako Lucas Flannery
- 2014: Wielka szóstka jako Fred (głos)
- 2016: Deadpool jako Weasel
- 2017: Emotki. Film jako Gene (głos)
- 2018: Player One jako i-R0k
- 2018: Deadpool 2 jako Weasel
- 2019: Jak wytresować smoka 3 jako Tuffnut Thorston (głos)
- 2020: Głębia strachu jako Paul Abel

### Seriale
- 2007–2008: Ale jazda! jako Marmaduke Brooker
- 2011: Rozmowy w korku jako Jason
- 2011: Wirtualna liga jako Gabriel
- 2011: Happy Endings jako Jason Shershow
- 2012–2014: Jeźdźcy smoków jako Tuffnut Thorston (głos)
- 2013: Amerykański tata jako Benji (głos)
- 2013: Jak wymiatać jako Brad Slovee
- 2014: Amerykański tata jako kowboj (głos)
- 2012–2016: Wodogrzmoty Małe jako Robbie Valentino (głos)
- 2014–2017: Dolina Krzemowa jako Erlich Bachman
- 2017: Na wylocie w roli samego siebie (głos)
- 2017–2021: Nie ma jak w rodzinie jako Randy